# クリミアの首相
クリミアの首相（クリミアのしゅしょう）は、クリミアにおける行政府の長。職位名は閣僚会議議長。クリミア閣僚会議を主宰する。クリミアは2014年3月以降、帰属をめぐってウクライナとロシアの間で論争がある。
- クリミア自治共和国閣僚会議議長（クリミアじちきょうわこくかくりょうかいぎぎちょう、ウクライナ語: Прем'єр-міністр Автономної республіки Крим、ロシア語: Председатель Совета министров Автономной Республики Крым、クリミア・タタール語: Qırım Muhtar Cumhuriyetiniñ Baş Naziri）は、ウクライナ南部に位置するクリミア自治共和国の行政府の長。クリミア自治共和国首相と称されることもある。首相はクリミア閣僚会議を主宰する。ヴェルホーヴナ・ラーダ（英語版）（ウクライナ時代のクリミア議会）議長によって指名され、ウクライナの大統領の同意をもってクリミア議会が承認する[1]。

- クリミア共和国閣僚会議議長（クリミアきょうわこくかくりょうかいぎぎちょう、ロシア語: Председатель Совета министров Республики Крым）は、ロシアが自国の領土の一部と見做しているクリミア共和国の行政府の長。クリミア共和国首相と称されることもある。2014年憲法（ロシア語版）によれば、首長（元首格）が国務院（英語版）（ヴェルホーヴナ・ラーダ解体後に設置されたクリミア議会）の同意を得た上で任命する（憲法第82条）。

## 歴代首相
斜体の日付は、職務として事実上継続していることを示している。
| 代                                                                              | 肖像               | 氏名                             | 就任日             | 退任日             | 政党                                 | 備考                               |
| クリミア人民共和国                                                              | クリミア人民共和国 | クリミア人民共和国               | クリミア人民共和国 | クリミア人民共和国 | クリミア人民共和国                   | クリミア人民共和国                 |
| ------------------------------------------------------------------------------- | ------------------ | -------------------------------- | ------------------ | ------------------ | ------------------------------------ | ---------------------------------- |
| 1                                                                               |                    | ノーマン・チェレビジハン         | 1917年12月10日     | 1918年1月          | ミッリ・フィルカ                     |                                    |
| タヴリダ・ソビエト社会主義共和国（ロシア社会主義連邦ソビエト共和国施政下）      |                    |                                  |                    |                    |                                      |                                    |
| 1                                                                               |                    | アントン・スルツキー             | 1918年3月          | 1918年4月          | ロシア共産党（ボリシェヴィキ）       |                                    |
| 第一次クリミア地方政府（ ドイツ帝国軍が擁立）                                   |                    |                                  |                    |                    |                                      |                                    |
| 1                                                                               |                    | マツェイ・スリケヴィチ           | 1918年6月25日      | 1918年11月15日     |                                      |                                    |
| 第二次クリミア地方政府                                                          |                    |                                  |                    |                    |                                      |                                    |
| 1                                                                               |                    | ソロモン・クルィム               | 1918年11月15日     | 1919年4月          | 立憲民主党                           |                                    |
| クリミア・ソビエト社会主義共和国（ ロシア社会主義連邦ソビエト共和国施政下）     |                    |                                  |                    |                    |                                      |                                    |
| 1                                                                               |                    | ドミトリー・ウリヤノフ           | 1919年5月5日       | 1919年6月26日      | ロシア共産党（ボリシェヴィキ）       |                                    |
| クリミア自治ソビエト社会主義共和国（ ロシア・ソビエト連邦社会主義共和国施政下） |                    |                                  |                    |                    |                                      |                                    |
| 1                                                                               |                    | サヒブ＝ガレイ・サイド＝ガリエフ | 1921年11月11日     | 1924年5月16日      | ロシア共産党（ボリシェヴィキ）       |                                    |
| 2                                                                               |                    | オスマン・デレン＝アリエルルィ   | 1924年5月          | 1926年3月21日      | ロシア共産党（ボリシェヴィキ）       |                                    |
| 3                                                                               |                    | エミール・シュグ                 | 1926年3月21日      | 1929年5月          | 全連邦共産党（ボリシェヴィキ）       |                                    |
| 4                                                                               |                    | アブドゥライム・サメディノフ     | 1929年5月          | 1937年9月16日      | 全連邦共産党（ボリシェヴィキ）       |                                    |
| 5                                                                               |                    | メメト・イブライモフ             | 1937年             | 1942年4月5日       | 全連邦共産党（ボリシェヴィキ）       |                                    |
| 6                                                                               |                    | イスマイル・セイフッラエフ       | 1942年4月5日       | 1944年5月18日      | 全連邦共産党（ボリシェヴィキ）       |                                    |
| 7                                                                               |                    | アレクサンドル・カバノフ         | 1944年5月          | 1945年6月30日      | 全連邦共産党（ボリシェヴィキ）       |                                    |
| クリミア自治共和国（ ウクライナ施政下）                                         |                    |                                  |                    |                    |                                      |                                    |
| 1                                                                               |                    | ヴィタリー・クラシク             | 1991年3月22日      | 1993年5月20日      | 無所属                               |                                    |
| 2                                                                               |                    | ボリス・サムソノウ               | 1993年5月20日      | 1994年2月4日       | 無所属                               |                                    |
| 代行                                                                            |                    | アナトリー・フランチュク         | 1994年2月4日       | 1994年2月15日      | 無所属                               |                                    |
| 3                                                                               |                    | ユーリー・メシコウ               | 1994年2月15日      | 1994年10月6日      | 共和党                               | 大統領を兼任                       |
| 4                                                                               |                    | アナトリー・フランチュク         | 1994年10月6日      | 1995年3月22日      | 無所属                               | 1期目                              |
| 5                                                                               |                    | アナトリー・ドロボトウ           | 1995年3月22日      | 1995年3月31日      | クリミア共産党                       | ウクライナより承認されず。         |
| 6                                                                               |                    | アナトリー・フランチュク         | 1995年3月31日      | 1996年1月26日      | 無所属                               | 2期目                              |
| 7                                                                               |                    | アルカディー・デミデンコ         | 1996年1月26日      | 1997年6月4日       | 無所属                               |                                    |
| 8                                                                               |                    | アナトリー・フランチュク         | 1997年6月4日       | 1998年5月25日      | 無所属                               | 3期目                              |
| 9                                                                               |                    | セルヒー・クニツィン             | 1998年5月25日      | 2001年7月18日      | 人民民主党                           | 1期目                              |
| 代行                                                                            |                    | レントゥン・ベザジエウ           | 2001年7月18日      | 2001年7月25日      |                                      |                                    |
| 10                                                                              |                    | ヴァレリー・ホルバトウ           | 2001年7月25日      | 2002年4月29日      | 労働党                               |                                    |
| 11                                                                              |                    | セルヒー・クニツィン             | 2002年4月29日      | 2005年4月20日      | 人民民主党                           | 2期目                              |
| 12                                                                              |                    | アナトリー・マトヴィエンコ       | 2005年4月20日      | 2005年9月23日      | ウクライナ共和党                     |                                    |
| 13                                                                              |                    | アナトリー・ブルデュホウ         | 2005年9月23日      | 2006年6月2日       | 我らのウクライナ                     |                                    |
| 14                                                                              |                    | ヴィクトル・プラキダ             | 2006年6月2日       | 2010年3月17日      | 地域党                               | 出典：                             |
| 15                                                                              |                    | ヴァシリ・ジャルトゥイ           | 2010年3月17日      | 2011年8月17日      | 地域党                               | 出典：                             |
| 代行                                                                            |                    | パヴロ・ブルラコウ               | 2011年8月17日      | 2011年11月8日      | 地域党                               |                                    |
| 16                                                                              |                    | アナトリー・モヒリオウ           | 2011年11月8日      | 2014年2月27日      | 地域党                               |                                    |
| 17                                                                              |                    | セルゲイ・アクショーノフ         | 2014年2月27日      | 2014年3月17日      | ロシア連合                           | ウクライナの大統領より承認されず。 |
| クリミア共和国                                                                  |                    |                                  |                    |                    |                                      |                                    |
| (17)                                                                            |                    | セルゲイ・アクショーノフ         | 2014年3月17日      | 2014年3月18日      | ロシア連合                           | 出典：                             |
| クリミア共和国（ ロシア施政下）                                                 |                    |                                  |                    |                    |                                      |                                    |
| (17)                                                                            |                    | セルゲイ・アクショーノフ         | 2014年3月18日      | 2019年9月20日      | ロシア連合 統一ロシア（2014年6月～） | 首長と兼任                         |
| 18                                                                              |                    | ユーリ・ゴツァニュク             | 2019年9月20日      | （現職）           | 統一ロシア                           | 2019年10月1日まで代行              |